# Konečně doma
Konečně doma (v anglickém originále Home) je americký animovaný sci-fi komediální film z roku 2015, inspirovaný knihou Adama Rexe The True Meaning of Smekday. Režie snímku se ujal Tim Johnson a scénáře Tom J. Astle a Matt Ember
Film byl do kin oficiálně uveden 27. března 2015. Film získal pozitivní kritiku a vydělal přes 386 milionů dolarů.

## Obsazení
| Jim Parsons      | O                     |
| Rihanna          | Tipy                  |
| Steve Martin     | kapitán Smek          |
| Jennifer Lopez   | Lucy Tucci, matka Tip |
| Matt Jones       | Kyle                  |
| Brian Stepanek   | poslední Gorg         |
| April Lawrence   | uvaděč Buvů           |
| Nigel W. Tierney | dítě                  |

Další dabing: Stephen Kearin, Lisa Stewart a April Winchell.

### České znění
| Ondřej Brzobohatý | O                     |
| Ivana Korolová    | Tipy                  |
| Ladislav Cigánek  | kapitán Smek          |
| Lucie Benešová    | Lucy Tucci, matka Tip |
| Vojtěch Hájek     | Kyle                  |

Další dabing: Viktor Dvořák, Radka Stupková, Ludvík Král, Adéla Kubačáková, Jan Köhler, Matěj Převrátil, David Gránský, Roman Hájek, Alena Procházková, Martina Bucková, Tomáš Hospodský, Petr Hrach, Martin Svejštil.

## Přijetí
Film vydělal přes 177 milionů dolarů v Severní Americe a přes 208 milionů dolarů v ostatních oblastech, celkově tak vydělal 386 milionů dolarů po celém světě. Rozpočet filmu činil 135 milionů dolarů. V Severní Americe byl oficiálně uveden 27. března 2015, společně s filmem Zocelovací kúra. Za první víkend docílil nejvyšší návštěvnosti, kdy vydělal 52,1 milionů dolarů.